# ستيفن جيربر
ستيفن جيربر (بالإنجليزية: Steven Gerber)‏ هو ملحن أمريكي، ولد في 28 سبتمبر 1948، وتوفي في 28 مايو 2015.

## وصلات خارجية
- ستيفن جيربر على موقع ميوزك برينز (الإنجليزية)